# Anaspis mulsanti
Anaspis mulsanti là một loài bọ cánh cứng trong họ Scraptiidae. Loài này được Brisout de Barneville miêu tả khoa học năm 1859.